# Hémangiome caverneux

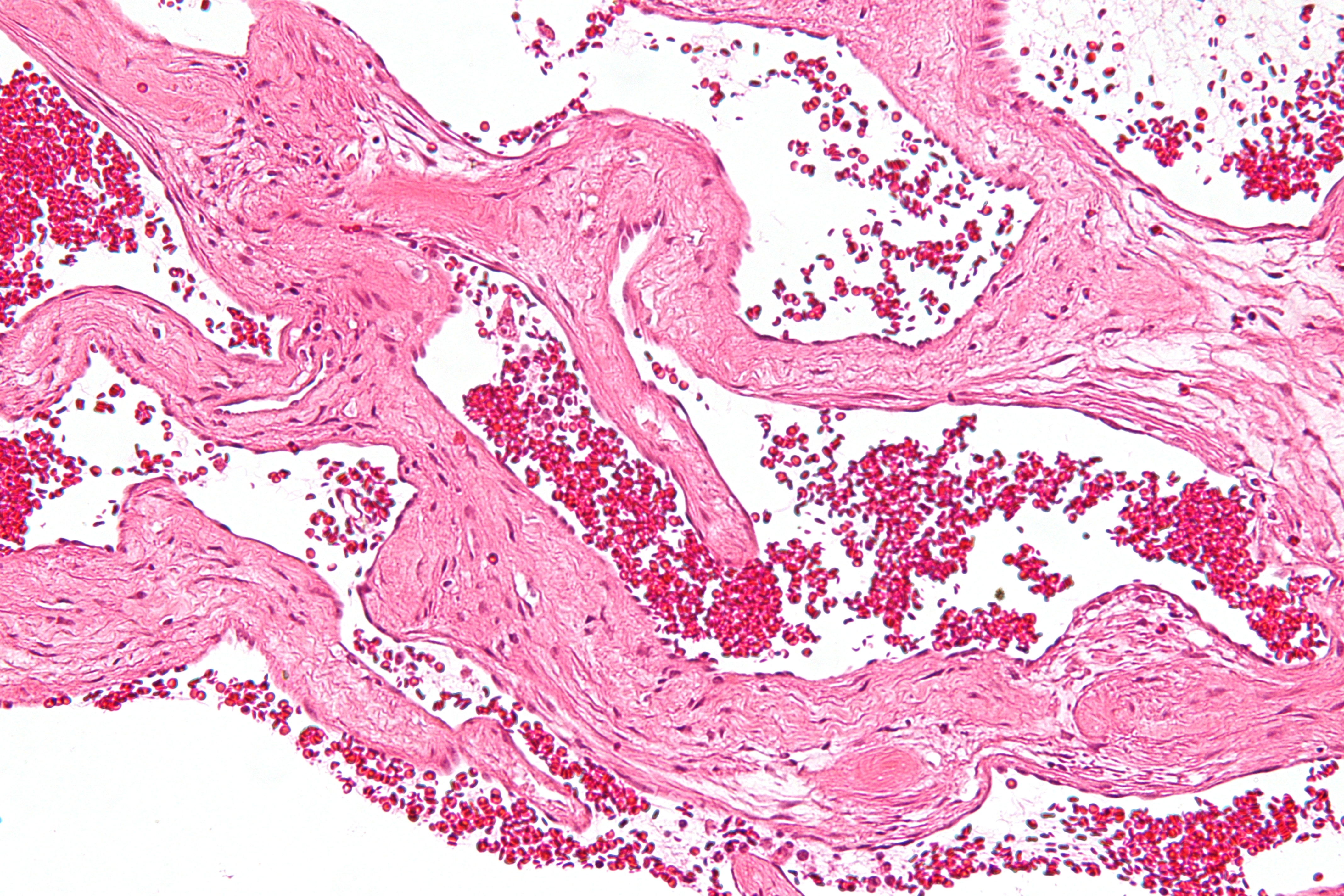
Micrographie d'un hémangiome caverneux du foie

L’hémangiome caverneux, également appelé angiome caverneux, malformation vasculaire ou cavernome, est un type de malformation des vaisseaux sanguins du cerveau résultant d’une dysmorphogenèse endothéliale provenant d’une lésion présente dès la naissance. Les vaisseaux deviennent anormalement dilatés. Lorsqu’un cavernome est localisé dans le cerveau, on parle de malformation caverneuse cérébrale (ou CCM pour cerebral cavernous malformation). 
Cette malformation est souvent asymptomatique, mais elle peut parfois entraîner divers troubles neurologiques tels que des maux de tête, des crises d’épilepsie, ou des troubles visuels, moteurs ou sensitifs touchant les membres. Son principal danger réside dans le risque de saignement, un risque estimé à ~3% par an: celui-ci survient généralement à l’intérieur du cavernome, mais peut également s’étendre au tissu cérébral environnant et provoquer une hémorragie cérébrale. 
Bien qu’il soit désigné comme un hémangiome, l’hémangiome caverneux est une affection bénigne (mais non dénuée de risques), et non une tumeur maligne, car il ne présente pas d’hyperplasie endothéliale. L’hémangiome caverneux est la tumeur bénigne de l’orbite la plus fréquente chez les adultes. Le tissu anormal ralentit le flux sanguin à travers les cavités, ou «cavernes». Les vaisseaux sanguins ne forment pas les jonctions nécessaires avec les cellules environnantes et le soutien structurel assuré par le muscle lisse est défaillant, ce qui entraîne des fuites dans les tissus environnants. C’est cette fuite de sang (hémorragie) qui provoque une variété de symptômes associés à cette affection.

## Cavernome portal
Le cavernome portal, c'est l'ensemble formé par les vaisseaux collatéraux qui se forme en cas d’obstruction de la veine porte.
Cet ensemble de vaisseaux collatéraux se développe à partir de petits vaisseaux préexistants du système porte mais prend une taille et un trajet contourné exagérés.
Il prend naissance du système porte en amont de l’obstacle et retourne au système porte en aval de l’obstacle. Il permet donc de rétablir, dans une certaine mesure, le flux portal vers le foie, mais au prix d’une résistance augmentée.
Il est donc toujours accompagné d’une hypertension portale.
La principale cause du cavernome de la veine porte est la thrombose.
C’est donc un synonyme de thrombose chronique de la veine porte.

## Types d'hémangiomes caverneux

### Cavernome cérébelleux

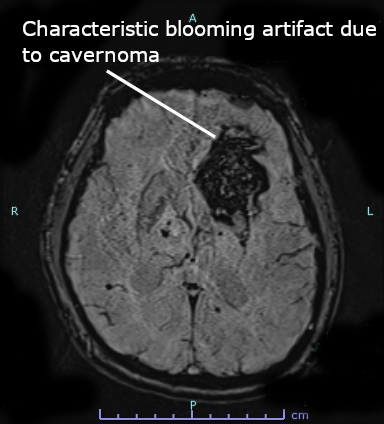
Cavernomes cérébraux à l'IRM

Les hémangiomes caverneux situés dans le cerveau ou la moelle épinière sont appelés cavernomes cérébraux ou, plus couramment, malformations caverneuses cérébrales (MCC),. Lorsque cette malformation, souvent congénitale, entre en contact avec le cortex, elle peut constituer une source potentielle de crises épileptiques chez le patient. Contrairement aux autres hémangiomes caverneux, il n'y a pas de tissu à l'intérieur de la malformation et ses bords ne sont pas encapsulés, ce qui leur permet de changer de taille et de nombre au fil du temps. Les troubles ressentis sont de la fatigue oculaire, des vertiges et une sensation d'ébriété permanente. La microchirurgie par exérèse est pratiquée pour les cavernomes de taille conséquente. C'est une masse ronde.
Il existe trois types de malformations caverneuses cérébrales. Le type sporadique est observé dans environ 85 % des cas et se présente généralement sous la forme d'une lésion unique. 66 % des MCC sporadiques se trouvent dans les hémisphères cérébraux, 20 % dans le tronc cérébral, 6 % dans le cervelet et 8 % dans les ganglions de la base ou les noyaux profonds du cerveau. Les MCC familiales représentent 15 % des cas et sont dues à des mutations germinales dans des gènes entraînant des altérations de la fonction des cellules endothéliales et de l'angiogenèse. Les variantes familiales des CCM se présentent généralement sous forme de lésions multiples. Le troisième type est celui des CCM induites par les rayonnements, qui surviennent à la suite d'une irradiation intracrânienne. Les facteurs de risque des CCM induites par la radiation comprennent une irradiation intracrânienne avant l'âge de 10 ans et des doses élevées de rayonnement intracrânien (supérieures à 3 000 centiGray (cGy)).

### Hémangiome caverneux du foie

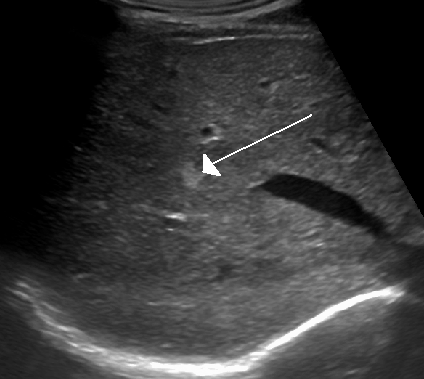
Échographie d'un hémangiome dans le foie

Les hémangiomes caverneux sont souvent considérés à tort comme les tumeurs bénignes les plus courantes du foie. En général, il n'y a qu'une seule malformation, mais dans 40 % des cas, plusieurs lésions peuvent apparaître dans le lobe gauche ou droit du foie. Leur taille peut varier de quelques millimètres à 20 centimètres. Ceux qui mesurent plus de 4 cm de diamètre sont souvent appelés hémangiomes géants, mais seuls 17 cas ont été décrits dans la littérature,,.  Dans sa forme typique, trois sous-types histologiques sont décrits des hémangiomes hépatiques : l’hémangiome capillaire, l’hémangiome caverneux et l’hémangiome scléreux, unis par un continuum lésionnel.

### Hémangiome caverneux de l'œil
Dans l'œil, on parle d'hémangiome caverneux orbitaire (HCO). Les HCO sont des malformations veineuses bénignes au sein desquelles sont présents de nombreux canaux vasculaires plus ou moins dilatés. L’hémangiome caverneux est la tumeur orbitaire bénigne la plus fréquente chez l’adulte. Il touche plus fréquemment les femmes que les hommes, généralement entre 20 et 40 ans. Cette tumeur se situe généralement dans le cône musculaire, situé latéralement au nerf optique. Elle n'est généralement pas traitée, sauf si le patient présente des symptômes. Une déficience visuelle survient lorsque le nerf optique est comprimé ou que les muscles extraoculaires sont entourés. Son traitement chirurgical par orbitotomie latérale fut décrit en 1998. Depuis, différentes modifications lui furent apportées mais le principe d’un abord par voie latérale comme standard d’une chirurgie orbitaire reste d’actualité.

## Symptômes

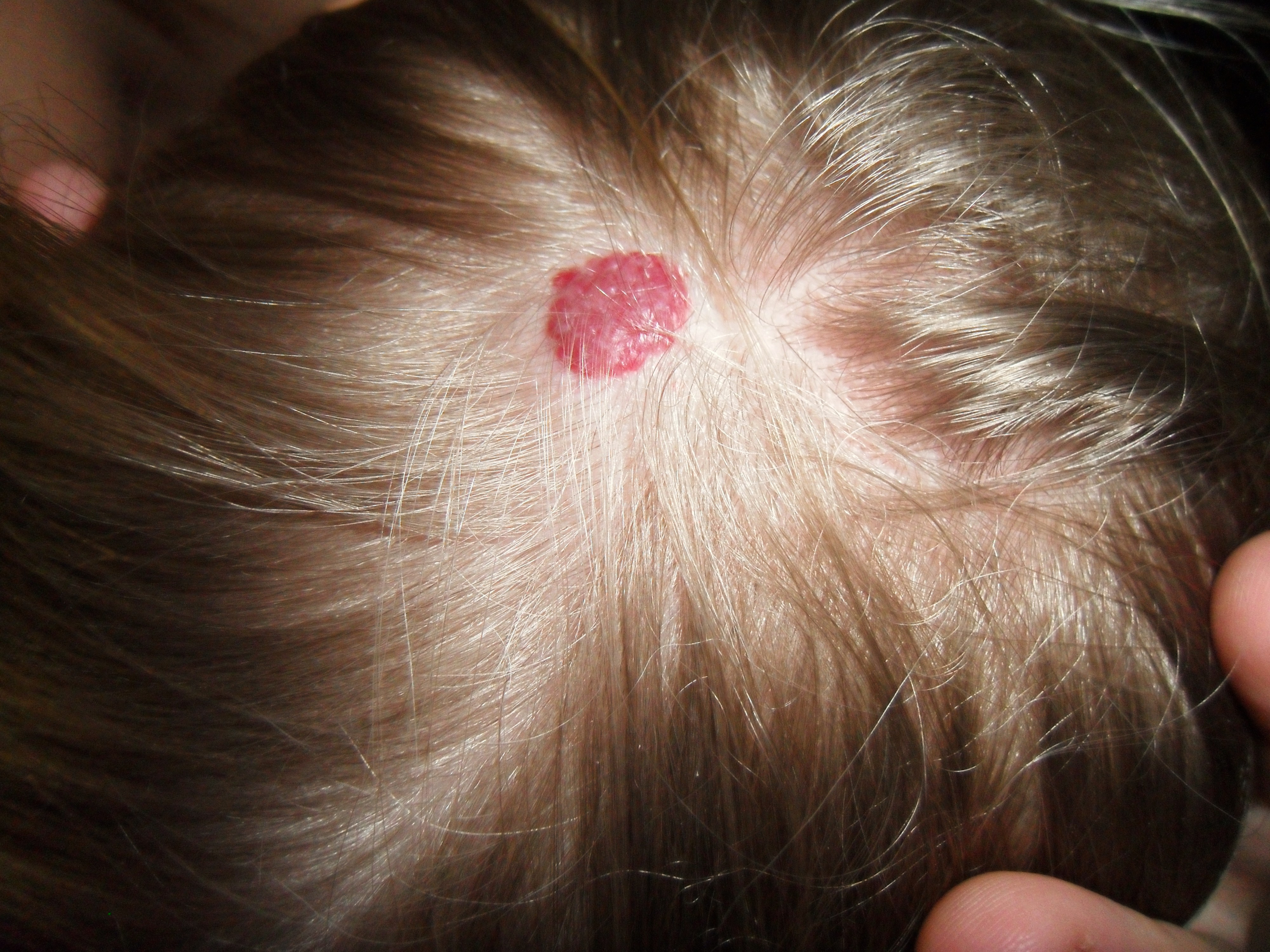
Petit hémangiome sur le cuir chevelu d'une fillette de deux ans

L'âge moyen de découverte est de 42 ans avec une prédilection féminine. Les cavernomes, plus fréquemment observés chez les femmes d’âge moyen, sont dans la majorité des cas asymptomatiques. Lorsqu’un cavernome est situé dans le cerveau, il peut provoquer divers symptômes neurologiques, en fonction de sa localisation et de sa taille. Les signes les plus fréquents sont les maux de tête, les crises d’épilepsie (présentes chez environ 50% des patients), les troubles de la mémoire et de la concentration, ainsi que des déficits neurologiques focaux (dans environ 25% des cas),. Ces derniers peuvent inclure une faiblesse ou un engourdissement d’un membre, des vertiges, des troubles de l’équilibre, des difficultés d’élocution ou encore une vision double. Dans certains cas, une hémorragie cérébrale peut survenir. Bien que la plupart des saignements soient de faible volume, ils peuvent parfois être sévères, mettant en jeu le pronostic vital ou laissant des séquelles durables. Une compression des structures cérébrales peut également entraîner des complications graves telles que des crises d’épilepsie incontrôlées ou des troubles cognitifs marqués.
Lorsque le cavernome touche l’orbite ou les structures oculaires, il peut perturber le fonctionnement des muscles extraoculaires ou du nerf optique. Cela se manifeste par une vision double, une protrusion progressive de l’œil (proptose), une baisse de l’acuité visuelle ou d'autres altérations visuelles pouvant aller jusqu'à la cécité partielle ou complète. 
Dans le foie, les cavernomes sont généralement silencieux et découverts de manière fortuite. Cependant, certains patients peuvent ressentir une douleur dans la partie supérieure droite de l’abdomen, une sensation de satiété précoce, une perte d’appétit, des nausées ou des vomissements,.

## Traitement
L'ablation du cavernome est chirurgicale, éventuellement aidée par un système robotisé.Les lésions asymptomatiques peuvent ne pas nécessiter de traitement, mais doivent être surveillées en cas de changement de taille. Une variation de la taille des lésions situées au niveau du nez, des lèvres ou des paupières peut être traitée à l'aide de médicaments stéroïdiens afin d'en ralentir la progression. Les stéroïdes peuvent être administrés par voie orale ou injectés directement dans la tumeur. L'application de pression sur la tumeur peut également contribuer à réduire l'enflure au niveau de l'hémangiome. Une intervention appelée sclérothérapie, qui utilise de petites particules pour obstruer l’apport sanguin, favorise la réduction de la taille de la tumeur ainsi que la diminution de la douleur; cependant, il est possible que la tumeur reforme un réseau vasculaire après cette procédure. Si la lésion causée par l’hémangiome caverneux détruit les tissus sains environnants ou si le patient présente des symptômes majeurs, une intervention chirurgicale peut être envisagée pour retirer le cavernome par fragments,. Une complication fréquente de cette opération est l’hémorragie et la perte de sang. Il est également possible que l’hémangiome réapparaisse après son ablation. Un AVC ou un décès constitue un risque potentiel.
Les traitements des hémangiomes caverneux cérébraux comprennent la radiochirurgie ou la microchirurgie. Le choix du traitement dépend de la localisation, de la taille, des symptômes présents ainsi que des antécédents d’hémorragie liés à la lésion. La microchirurgie est généralement privilégiée lorsque l’hémangiome caverneux cérébral est superficiel dans le système nerveux central, ou lorsque le risque de lésions aux tissus environnants dues à l’irradiation est trop élevé. Une hémorragie importante accompagnée d’une dégradation de l’état du patient, ou des symptômes persistants (comme des crises d’épilepsie ou un coma), constituent d'autres indications en faveur d’une intervention microchirurgicale. La radiothérapie par gamma knife est la technique de radiochirurgie la plus utilisée; elle permet d’administrer une dose de radiation précise à l’hémangiome caverneux cérébral tout en épargnant relativement les tissus avoisinants. Les recherches sur l’utilisation de ces approches thérapeutiques pour les hémangiomes caverneux situés dans d’autres régions du corps restent limitées.

## Prognostique
Quelques études ont tenté de fournir des informations sur l’évolution de la maladie. Deux d’entre elles indiquent que chaque année, moins d'un pourcent des personnes atteintes d’un cavernome cérébral sans antécédent d’hémorragie, mais présentant des symptômes tels que des crises d’épilepsie, subissent un saignement. En revanche, les patients ayant déjà connu un épisode hémorragique lié à leur cavernome cérébral présentent un risque accru de récidive. Les statistiques à ce sujet varient considérablement, allant de 4 % à 25 % par an. Le risque de saignement est en moyenne estimé à environ 3 % par an et ce risque tend à diminuer avec le temps en l'absence de récidive. Cependant, lorsque les hémangiomes caverneux sont entièrement retirés, le risque de repousse ou de nouvelle hémorragie est très faible. Une guérison complète est possible si l’ablation est totale,. Les données disponibles sur l’espérance de vie des patients atteints de cette malformation sont insuffisantes pour permettre une estimation représentative. 
Le risque individuel de saignement est un critère essentiel dans la décision thérapeutique. Des complications postopératoires peuvent néanmoins survenir, notamment des déficits neurologiques transitoires, des crises d’épilepsie post-opératoires, ou des infections. La surveillance post-chirurgicale est intensive dans les premiers jours pour prévenir et traiter rapidement toute complication.

## Épidémiologie
La véritable incidence des hémangiomes caverneux est difficile à estimer, car ils sont souvent confondus avec d'autres malformations veineuses. Les hémangiomes caverneux du cerveau et de la moelle épinière (hémangiomes caverneux cérébraux (CCM)) peuvent apparaître à tout âge, mais surviennent généralement entre la troisième et la quatrième décennie de la vie, chez les personnes des deux sexes. Les CCM sont présents chez 0,5 % de la population. Cependant, environ 40 % des personnes atteintes de malformations présentent des symptômes. Les personnes asymptomatiques ont généralement développé la malformation de manière sporadique, tandis que les personnes symptomatiques ont généralement hérité de la mutation génétique. 25 % des cas de CCM concernent des enfants. Environ 5 % des adultes aux États-Unis présentent des hémangiomes hépatiques, mais la plupart sont asymptomathémangiomes caverneuxiques. Les hémangiomes hépatiques surviennent généralement entre 30 et 50 ans et sont plus fréquents chez les femmes. Les cas de cavernomes hépatiques infantiles sont extrêmement rares.
Personnalités connues:
- Alberto Contador (né en 1982), cycliste espagnol à la retraite[25]
- Florence Griffith Joyner (1959-1998), athlète américaine[26]
- Louise Krug (née vers 1983), autrice américaine du mémoire Louise:Amended sur son diagnostic[27]
- Rafael Lovato Jr. (né en 1983), combattant de jiu-jitsu brésilien et ancien combattant de MMA[28]
- Frederick Ma (né en 1952), homme politique et homme d'affaires hongkongais
- Federico Melchiorri (né en 1987), footballeur italien[29]
- Marvin Morgan (1983-2021), footballeur anglais[30]
- Bujar Nishani (1966-2022), ancien président de l'Albanie
- Jeff Tarpinian (né en 1987), ancien linebacker américain de football américain[31]
- Ryan Westmoreland (né en 1990), ancien joueur de baseball américain[32]